# Кім Кук Хьян (стрибунка у воду)
Кім Кук Хьян (кор. 김국향, 4 квітня 1999) — північнокорейська стрибунка у воду.
Учасниця Олімпійських Ігор 2016 року.
Призерка Чемпіонату світу з водних видів спорту 2017 року.